# Sultan Cheikhmus
Sultan Sheikhmus (in curdo Siltan Şêxmûs‎, nome completo Mûsâ bin Mahîn El-Mardini ez-Zûlî; Mardin, 1077 – Mardin, 1164) è stato un erudito islamico, discepolo di Abd al-Qadir al-Gilani.
La sua tomba si trova nel villaggio di Yüce, sulla strada che collega Mardin a Diyarbakır, in Turchia. Il villaggio di Yüce si trova nella provincia di Mardin, nella Regione del Sudest Anatolico.